# Economía de Birmania
La situación económica de Birmania es bastante delicada. La agricultura es la principal actividad económica; ocupa a casi los 2/3 de la población activa y contribuye en un 40% al producto interior bruto. El cultivo predominante es el arroz, que ocupa cerca de la mitad de las tierras cultivables. Los demás cultivos (algodón, cacahuete, hevea, té) son secundarios. Es de destacar igualmente el cultivo de la adormidera, siendo hasta 2023 el segundo productor ilegal de esta planta para procesar heroína en el mundo después de Afganistán, donde ese año los talibanes prohibieron el cultivo de la planta en su territorio reduciéndolo hasta el un 95%, pasando Birmania al  primer lugar con más de 45.000 hectáreas cultivadas a diciembre de 2024.
Durante las décadas de los 1970s hasta el 2000, la fuerte centralización de la economía en manos del Estado creó graves problemas. En la actualidad, una parte importante de la industria pesada, la energía y el comercio del arroz continúan en poder del Estado y la inversión privada se centra en el resto de sectores. Sin estabilidad monetaria ni fiscal, y con un gran porcentaje de mercado negro que obliga a la administración a un férreo control del comercio de productos alimenticios, la inversión extranjera oscila según los años y las coyunturas, no permitiendo el grado de estabilidad suficiente para permitir un crecimiento sostenido.
La explotación forestal es intensa: Birmania ocupa la primera posición mundial en la producción de teca. Las industrias extractivas, otrora destacadas, están hoy día en retroceso, al igual que la producción petrolífera. El sector industrial, anticuado, vive un momento delicado, con una notable falta de inversiones.Véase también
- Categoría:Economía de Birmania